# 西恩·帕克
西恩·帕克（英語：Sean Parker，1979年12月3日—）出生於美國弗吉尼亚州，是一名美国互聯網創業家和慈善家，曾創立Napster、Plaxo，是知名的社交網站Facebook的首任總裁。他也是Causes、Airtime和Brigade的联合创始人。他是帕克基金會（英語：Parker Foundation）的創始人兼主席，該基金會專注於生命科學、全球公共衛生和公民參與。在《富比士》2022年全球億萬富翁榜單中，他以28億美元的淨資產排名第1096位。

## 早年生活
帕克的母亲黛安·帕克（英語：Diane Parker）是广告经纪人，父亲布魯斯·帕克（英語：Bruce Parker）是美國政府的海洋研究科学家，也是美國國家海洋暨大氣總署的首席科學家。帕克七歲時，他的父親就教他在雅達利800上编程；也曾告诉他：「如果想要冒险，就应该在成家之前。」作为一位少年黑客，帕克喜欢编程和進行駭客活動。16岁时，当他入侵某个财富500强公司的网站时，由于父亲沒收了他的鍵盤，帕克没能成功退出网站，从而泄露了IP地址，使得联邦调查局追踪到了他。因他未满18岁，法庭只是判他为社区义务劳动。

## 教育
帕克在1994年入读了弗吉尼亚的奧克頓高中，並在兩年後轉學至尚蒂伊高中，在那里完成了剩下的高中学业。
那段期間，帕克写信给校董会，說服他們把自己用在電腦實驗室編寫程式的时间计入外语语言课。因此，直到1998年毕业前，帕克把大部分时间用于编程和创办公司。高中时，他曾在馬克·平克斯位於華盛頓特區的創業公司FreeLoader實習。他编写的网络爬虫赢得了維吉尼亞州電腦科學博覽會的冠軍，因此被CIA招募。在高中的最後一年，由于他参与的项目众多，每年可以從中賺取超過8萬美元，足以說服父母讓他放棄上大學，轉而追求企業家生涯。
帕克在童年時期是個熱衷於閱讀的人，這成為他終身自學精神的開端。多家媒體報導稱帕克是個天才。他認為在Napster的經歷是他的大學教育，並稱其為「Napster大學」，因為他在那段時間學會了智慧財產權法、企業財務和創業知識。

## 事業

### Napster
帕克15歲時，通過互聯網認識了14歲的尚恩·范寧，兩人因程式設計、理論物理和駭客技術等話題建立了聯繫。幾年後，帕克與當時在東北大學就讀的范寧共同創立了Napster，一個免費的音樂文件共享服務。帕克籌集了最初的5萬美元，並於1999年6月推出了Napster。一年內，該服務就吸引了數千萬用戶。Napster遭到了唱片公司、美國唱片業協會以及重金屬樂隊金屬製品等的反對。最終，來自多個行業協會的訴訟迫使該服務關閉。Napster被稱為有史以來增長最快的企業，並被認為是革新音樂產業的力量，有些人甚至將其視為iTunes的前身。

### Plaxo
2002年11月，帕克推出了Plaxo，一個與Microsoft Outlook整合的線上通訊錄和社交網絡服務。Plaxo是一個早期的社交網絡工具，後來對LinkedIn、Zynga和Facebook等公司的發展產生了影響。Plaxo是首批在產品推出時引入病毒式行銷的服務之一，這讓它獲得了2000萬用戶。創立Plaxo兩年後，帕克因與公司資方的矛盾而被紅杉資本和雷姆‧希里蘭驅逐，據報導，投資者還聘請了私人偵探來跟蹤他。

### Facebook
2004年，帕克在他就讀史丹佛大學的女友的電腦上看到了名為「The Facebook」的網站。帕克曾在社交網絡行業有過經驗，早期擔任Friendster及其創始人強納森·艾布拉姆斯的顧問，並在2003年獲得了少量股份。帕克與馬克·祖克柏和愛德華多·薩維林會面，幾個月後加入這家成立僅五個月的公司，擔任總裁。根據彼得·提爾的說法，帕克是第一個看到公司巨大潛力的人，他還表示：「如果馬克曾有過任何猶豫，西恩就是那個讓他打消疑慮的人。」
作為總裁，帕克引入了彼得·提爾成為Facebook的第一位投資者。在首輪融資中，他為祖克柏爭取了Facebook董事會五個席位中的三個，這使得祖克柏能夠掌控公司，並讓Facebook保留作為私人公司的自由。此外，據說帕克推動了Facebook乾淨的用戶界面設計，並開發了照片分享功能。祖克柏指出：「西恩在幫助Facebook從一個大學項目轉變為真正的公司方面起到了關鍵作用。」
2005年，在一次派對上，警方進入並搜查了帕克租用的度假屋，發現了海洛因。帕克因涉嫌持有毒品被逮捕，但未被起訴。此事件導致Facebook的投資者向帕克施壓，迫使他辭去總裁職位。然而，辭職後，帕克仍然參與Facebook的成長，並定期與祖克柏會面。這一事件後來在電影《社群網戰》中被戲劇化呈現。

### 創始人基金
在2006年帕克作為執行合夥人加入彼得·提爾的創始人基金。

### Causes
在2007年帕克與马克·扎克伯格在哈佛的同學共同開發Causes，是Facebook上最多用戶使用的非遊戲應用程式。

## 流行文化
帕克在2010年的電影《社群網戰》中由賈斯汀·提姆布萊克飾演。該電影講述了Facebook的創立及其早期的故事。
雖然帕克稱讚了導演大衛·芬奇的才華，但許多人指出帕克本人與提姆布萊克的角色形象有很大不同。Facebook前發展官查馬斯·帕里哈皮蒂亞曾說帕克「實際上與電影中的形象完全相反」。帕克形容電影中的角色是個「道德上令人不齒的人」，但也笑稱：「被一個性感偶像飾演還真不好抱怨。」此外，帕克對電影中愛德華多·薩佛林（Eduardo Saverin）離開Facebook的情節也有異議，因為這與他當年被迫離開Plaxo的經歷相似。
2011年，帕克曾登上《吉米A咖秀》，並出現在《富比士美國400富豪榜》封面，還接受了《浮華世界》的專訪。
2020年，帕克在紀錄片《智能社會：進退兩難》中亮相。